# サムホェア・ファー・ビヨンド
『サムホェア・ファー・ビヨンド』（原題：Somewhere Far Beyond）は、ドイツのヘヴィメタルバンド、ブラインド・ガーディアンが1992年に発表した4作目のアルバム。

## 解説
「クエスト・フォー・タネローン」は、曲が未完成だった時にガンマ・レイのカイ・ハンセンが懇意にしているスタジオを訪れ、ハンセンはギター・パートだけでなく作曲にも協力することとなった。
「パイパーズ・コーリング」は、グレートハイランドバグパイプによる「The 79th's Farewell to Gibraltar（第79連隊　ジブラルタルの別れ）」の最初の3パートを演奏。この曲の一部は、タイトルトラックである「サムホェア・ファー・ビヨンド」の一部としても登場。
本作に伴うツアーの一環として、バンドにとって初の日本公演が行われ、東京公演の模様はライヴ・アルバム『トーキョー・テイルズ』として発表された。

## リマスター
2007年にリミックス・リマスターされ、ボーナストラックが追加されたバージョンが発売。
また、2013年に発売された「ア・トラヴェラーズ・ガイド・トゥ・スペース・アンド・タイム（A Traveler's Guide to Space and Time）」という限定ボックスセットには、ミキシングを若干の調整を加えた新たなリマスター盤が収録。

## サムホェア・ファー・ビヨンド ツアー
本作における欧州ツアーは、オープニングアクトに前作のツアーに引き続き、アイスド・アースを迎えて1992年9月から行われた。
2021年9月に本作のメモリアルツアーがドイツ国内のみで行われると発表。しかし、コロナ禍のため2回の延期を経て2022年9月から行われた。オープニングアクトはなかったが、当時の貴重な本作のレコーディングの模様がステージ上のスクリーンで上映された。そこには若かりし頃のメンバーやカレ・トラップやクルーの姿が見受けられた。
初日の公演ではこの上映が30分以上続き、「あまりにも長過ぎる」と不評を買い、翌日の公演では15分程度に短縮された。

## 収録曲
解説は、ハンズィ・キアシュ本人のコメントに基づく。
|                                    | タイトル                                                                             | 作詞               | 作曲                                                         | 演奏時間 | 解説                                                                                         |
| ---------------------------------- | ------------------------------------------------------------------------------------ | ------------------ | ------------------------------------------------------------ | -------- | -------------------------------------------------------------------------------------------- |
| 1                                  | タイム・ホワット・イズ・タイム Time What Is Time                                     | ハンズィ・キアシュ | キアシュ、アンドレ・オルブリッチ                             | 5:42     | 映画『ブレードランナー』が題材                                                               |
| 2                                  | ジャーニー・スルー・ザ・ダーク Journey Through the Dark                              | キアシュ           | キアシュ、オルブリッチ                                       | 4:45     | マイケル・ムアコックの小説『エターナル・チャンピオンシリーズ』が題材                         |
| 3                                  | ブラック・チェンバー Black Chamber                                                   | キアシュ           | キアシュ                                                     | 0:56     | テレビ番組『ツイン・ピークス』にインスパイア                                                 |
| 4                                  | シアター・オブ・ペイン Theatre of Pain                                               | キアシュ           | キアシュ、オルブリッチ                                       | 4:15     | ポール・アンダースンの小説『The Merman's Children』や地球の環境破壊が題材                    |
| 5                                  | クエスト・フォー・タネローン The Quest for Tanelorn                                  | キアシュ           | キアシュ、オルブリッチ、マーカス・ズィーペン、カイ・ハンセン | 5:53     | マイケル・ムアコックの小説『エターナル・チャンピオンシリーズ』が題材                         |
| 6                                  | アッシズ・トゥ・アッシズ Ashes to Ashes                                              | キアシュ           | キアシュ、オルブリッチ                                       | 5:58     | ハンズイの実父の死が題材                                                                     |
| 7                                  | バーズ・ソング I イン・ザ・フォレスト The Bard's Song - In the Forest                | キアシュ           | キアシュ、オルブリッチ                                       | 3:09     | J・R・R・トールキンの小説『ホビットの冒険』が題材                                            |
| 8                                  | バーズ・ソング II ホビット The Bard's Song - The Hobbit                              | キアシュ           | キアシュ、オルブリッチ                                       | 3:52     | J・R・R・トールキンの小説『ホビットの冒険』が題材                                            |
| 9                                  | パイパーズ・コーリング The Piper's Calling                                           | -                  | 民族音楽                                                     | 0:58     | インストゥルメンタル                                                                         |
| 10                                 | サムホェア・ファー・ビヨンド Somewhere Far Beyond                                    | キアシュ           | キアシュ、オルブリッチ                                       | 7:28     | スティーヴン・キングの小説『ダーク・タワー』が題材                                           |
| CDボーナス・トラック               |                                                                                      |                    |                                                              |          |                                                                                              |
| 11                                 | スプレッド・ユア・ウィングズ Spread Your Wings                                       | ジョン・ディーコン | ジョン・ディーコン                                           | 4:13     | クイーンのアルバム『世界に捧ぐ』の収録曲のカヴァー                                           |
| 12                                 | トライアル・バイ・ファイア Trial by Fire                                             | ラス・ティピンズ   | ラス・ティピンズ                                             | 3:42     | セイタンのアルバム『コート・イン・ジ・アクト（Court in the Act）』（1983年）収録曲のカヴァー |
| 13                                 | シアター・オブ・ペイン（クラシック・ヴァージョン） Theatre of Pain (Classic version) | キアシュ           | キアシュ、オルブリッチ、マティアス・ヴィーズナー             | 4:13     | クラシックヴァージョン                                                                       |
| 2007年リマスター盤ボーナストラック |                                                                                      |                    |                                                              |          |                                                                                              |
| 14                                 | アッシズ・トゥ・アッシズ（デモ） Ashes to Ashes (Demo Version)                       | キアシュ           | キアシュ、オルブリッチ                                       | 5:36     | デモヴァージョン                                                                             |
| 15                                 | タイム・ホワット・イズ・タイム（デモ） Time What is Time (Demo Version)              | キアシュ           | キアシュ、オルブリッチ                                       | 5:09     | デモヴァージョン                                                                             |

## カヴァー
- バーズ・ソング I イン・ザ・フォレスト
  - ヴァン・カント （Van Canto）- アルバム『Hero』（2008年）に収録[5]。

## 参加ミュージシャン
- ハンズィ・キアシュ - ボーカル、ベース
- アンドレ・オルブリッチ - リードギター、リズムギター、アコースティック・ギター、バッキング・ボーカル
- マーカス・ズィーペン - リズムギター、アコースティック・ギター、バッキング・ボーカル
- トーマス ・"トーメン"・ スタッシュ - ドラムス

ゲスト・ミュージシャン
- カイ・ハンセン（Kai Hansen） - リードギター（5曲目）
※ハロウィン、ガンマ・レイ
- ピート・シールク（Piet Piet Sielck） - エフェクト、ギター
※アイアン・セイヴィアー、元サヴェージ・サーカス
- マティアス・ヴィーズナー（Mathias Wiesner） - エフェクト、ベース（11曲目）
- ステファン・ヴィル（Stefan Will） - ピアノ
- ペーター・リュプサム（Peter Rübsam） - アイリッシュ及びスコティッシュバグパイプ
- ロルフィ・ケーラー（Rolfi Köhler） - バッキング・ボーカル
- ビリー・キング（Billy King） - バッキング・ボーカル
- カレ・トラップ（Kalle Trapp） - バッキング・ボーカル

プロダクション
- プロデューサー、ミキシング、レコーディング - カレ・トラップ（Kalle Trapp）
- セカンド・エンジニア - ピート・シールク（Piet Sielck）
- エグゼクティブ・プロデューサー - チャーリー・リン（Charly Rinne）
- レコーディングスタジオ - カロ・ミュージック・スタジオ・ブラッケル / ハンブルク（Karo Musik Studios Brackel / Hamburg）
- アルバムジャケット - Andreas Marshall / Becker — Derouet Hamburg
- 写真 - トム・ナギー（Tom Nagy）
- グラフィック - a•r•t•p•o•o•l